# ヴァーチャル・インサニティ
「ヴァーチャル・インサニティ」(Virtual Insanity)は、ジャミロクワイの楽曲。

## 概要
- ジェイ・ケイが動く床の上（実際には部屋の壁を動かしている）で踊るミュージック・ビデオが有名[1]、監督はジョナサン・グレイザー。
- 1997年のMTV Video Music Awardsでは10部門でノミネートされ、最優秀ブレークスルービデオ賞、最優秀ビデオ賞、最優秀視覚効果賞、最優秀振付賞の4冠を達成している。
- 後述するように1995年冬にジャミロクワイが日本公演を行った際、日本の地下街を見てインスピレーションを受けて作詞した。
- 1997年、ジェイ・ケイが出演したソニー「MDウォークマン」のCMソングとして起用された。
- 2010年には、日清食品「カップヌードル」のCMにて、この曲の替え歌が起用された[2]。
- 2017年には、トヨタ自動車「カローラフィールダー」のCMソングに起用された[3]。
- この曲が発売される約１ヶ月前にクローン羊のドリーがイギリスで誕生していたが、その誕生は秘密にされており翌年1997年初頭になって発表され、技術と倫理などの観点から世界中で話題になった。ドリー誕生と同じ頃に発表されて未来技術への疑問を歌ったこの曲は「予言的」と言われた[4]。
- おしゃれにシフトするトビー・スミスのキーボードの和音や、素早く上下ジャンプする幅のあるスチュアート・ゼンダーのベースがこの曲をさらにかっこよくしている[要出典]。
- 80年代にビートたけしが鬼瓦権造で行った「冗談じゃないよ」に似た振付がミュージックビデオにあると日本では話題になった[要出典]。
- リリースから25周年を記念し、ミュージックビデオの解像度を4Kとし、YouTubeで無料公開された。
- 歌詞の本義は新しい技術の開発を望まないという意味ではなく、開発された技術の使い方に疑問を呈していると語られた。具体例として、新技術が戦争で武器として使われている現状や、遺伝子操作された新種のナタネT45や、将来的なヒトの遺伝子操作などが挙げられた[5]。(背景：94年からイギリスでも遺伝子組み換え食品がスーパーで一般販売され始めておりメディアで議論されている時期だった。T45とは、除草剤に影響されず成長するよう遺伝子を組み替えられた新種のナタネの名前である。この技術によって安価に大量にナタネを栽培することができたため、除草剤を散布されながら育ったT45を原料としたナタネ油が安い価格で出回っておりテレビ討論の対象になっていた。イギリスでは後にT45を使った食品は法律で販売禁止になった。また、95年から米国で精子バンクが一般的に開始されており、遺伝子操作技術と共に報道されることもあり「将来はまるでショッピングでもするかのように女性は生まれてくる子供の肌や目や髪の色を選べるようになる」との報道もあった)ケイは、ヒトの遺伝子組替えが可能かははさておき、そのような技術の使用方法には疑問があると語った[5]。反戦に関してはジャミロクワイのセカンドシングル「Too Young To Die」参照。
- 2023年11月17日にBANDAI SPIRITSのS.H.Figuartsとして本楽曲のミュージックビデオ内のケイをモデルにしたフィギュアを日本で発売、ミュージックビデオが再現できるように、表情の違う顔2つ、左手3つ、右手4つ、1人掛けソファー2脚、3人掛けソファー1脚のペーパークラフトが付属[6]。2024年1月19日には海外でも発売すると発表された[7]。

## ミュージックビデオ

### 構想、台本
ビデオ作成にあたり、どのようなビデオにしたいか最初のアイデアをジェイ・ケイが事務所に伝え、ケイのマネージャーがパブでジョナサン・グレイザーに監督を交渉した。90年代のインタビューでは複数のプロデューサーの中からケイのイメージに近い監督をケイが選んだと語ったが、2022年にはパブで交渉されたと語られた。
ケイが最初に出したアイデアは、動く舗道のように床が動く空間で歌うものだった。このビデオの2年前に作成した「スペースカウボーイ」のミュージックビデオは固定されたカメラの周囲でケイがダンスするもので、これが好評だったため、ヴァーチャル・インサニティではそれを拡張した感じにしたい意向があった。
グレイザーの台本は正六面体のような無機質な空間を水圧で動かそうと言う構想だった。このような空間を動かすモーターや装置には28万ポンドかかってしまい、空間が動いているかのようにコマ撮りするのも1曲分のコマ撮りはコストがかかりすぎるため、スタッフとアイデア会議をしていたところ、あるスタッフが床は動かさずに壁を動かす案を出し、グレイザーはそれを採用し、準備にとりかかった。撮影の前日にグレイザーはケイに電話し、床ではなく壁を動かす事にしたと伝えた。ケイは「え？」と思ったが、撮影はもう翌日なので特にそこで質問したり議論せず電話を切った。

### 撮影
1996年8月12日、ビデオの撮影が行われた。ケイは多忙であったため撮影にさける時間は１日しかなく、撮影は朝7時から開始された。現場には移動可能なコの字型の3辺の壁と、4辺目に設定されたカメラがあり、それを約30人のスタッフが人力で押して動かしたと90年代のインタビューでは複数回語られたが、2022年には50人だったとも語られた。収録スタジオに東西南北の張り紙を大きく貼り、ヴァーチャル・インサニティの曲を流しながら、タイミングに合わせて監督が「素早く東」とか「ゆっくり北西」とか「ストップ」とか大声で指示を出して撮影した。一応曲は聞こえていたが、監督の大声と、壁が動く騒音の方がガラガラとうるさいくらいだった。
ソファーは壁に装着と脱着が可能であり間接的に動かした。直接は動かしていない。例えば、最初は壁にくっついていたソファーを移動中にネジを外して切り離し、ソファーを置いてきぼりにしながら壁だけ動かしたり、その逆に、離れた所にあるソファーに向かって壁を近寄らせていき、接触したら素早くネジ固定してソファーと壁を一体で動かすなど、1カットの流れの中でソファーを装着したり脱着しながら間接的に動かして撮影した。
ケイは最初は何が起こっているかわからず、2〜3分は適当にカメラの前で踊っていたが、テスト撮影された動画を見てすぐに意図がわかり、それからはその空間を使ってその場で思いついた動きで踊ったと語っている。物が動くので数分間その空間内で踊っていると感覚がクラクラした。このダンスは1年後の1997年9月に行われたMTV授賞式で最優秀振付賞に選ばれた。
ケイが一人でダンスしているシーンは4カット、バンドメンバーも含めたシーンが1カットだった。現場にはビデオ内で着ている濃い青のフリースに加え、もう1着薄い青のフリースがあり、ラストで壁から血が流れ出すシーンを撮影するときに間違えて薄い青を着てしまった。服が突然薄い青になると繋がりがおかしいので、撮影を止めて濃い青に着直したが、床の血は特殊な液体だったためモップなどで簡単に拭き取れるものではなく、血はそのままにして撮影を再開した。このためラストシーンはケイの後ろで血が流れ始める映像ではなく、ケイが映ったときには既に血がある状態で、さらにその上からもっと大量の血が流れ出す映像になった。
フリースはバーグハウス社のものである。靴はアディダスでUKサイズ8.5。

### 関係者の考察
監督のグレイザーは、このビデオの成功はケイのダンスの才能が大きく、グレイザーが当初考えていた台本をはるかに超えた良い作品になったと語った。ケイはすでに「スペースカウボーイ」で見事なブレイクダンスを披露していたが、このミュージックビデオでは、ブレイクダンスのようなパントマイムのような独自なダンスをし、素早く動いたり止まったり、強弱もうまく使っている。
ケイは、エンターテイメントとして見た人が楽しめるか？自分がどう見えるか？を常に考えて芸能生活を送っており(ステージセンスに関してはジェイ・ケイの「幼少期」と母の「カレン・ケイ」も参照)、このビデオ撮影でも空間内での見せ方をよく考えてダンスしたそう。

### 出演者
狭い通路のシーンでは以下の5名のバンドメンバーが出演している。
- 左前：トビー・スミス (キーボード。共同作詞作曲者)
- 左奥：デリック・マッケンジー (ドラム)
- 右前：スチュアート・ゼンダー (ベース)
- 右中：サイモン・カッツ (ギター)
- 右奥：ウォリス・ブキャナン (ディジュリドゥ)

## インスピレーション
前述の「概要」の通り、ボーカルのジェイ・ケイが来日した際に日本の北の都市でインスピレーションを受けた。
地上には高層ビルが立ち並び、広く綺麗な大通りがあり、でも寒いので人はおらず、地下に降りて行くと突然大きな地下街が広がり、そこは何千人もの人で溢れかえって活気に満ちており、それを見た時に「これが未来都市だ！」と興奮し、ヴァーチャル・インサニティ(直訳：事実上の狂気)のインスピレーションを得た。
インスピレーションを受けた地について、1999年の東京公演では札幌(公演日：1995年2月26日)だとケイは述べたが、2022年にケイ自身がジャミロクワイの公式YouTubeで振り返った際は仙台(公演日：1995年2月28日)だったと述べた。しかし、仙台には地下街が存在しないため、状況から「札幌説」を取るものと、本人の発言を基にした「仙台説」とに意見が分かれていた。
2024年3月20日にNHK北海道ブロックで放送された「ほっかいどうが」では、この件について検証を行い、当時の仙台では雪が降っていなかったことや、仙台には商業施設のある地下街がないことなどを述べ、札幌説を支持した。
ジャミロクワイは、ツアーのために1995年2月中旬から3月下旬まで日本に6週間滞在した。この時、詰め込まれた予定で疲労困憊し、文化や言語の違いもあり、この6週間で日本に対する主観的な思いが募ったことを口にしている(ジャミロクワイの「ノート」参照)。ただそのような中でも仙台に滞在した時は少し自由時間があったようで、バンド仲間であり親友でもあるウォリス・ブキャナンとホテルから出歩き、目に入ったホンダ・モンキーを秒で即買いした。ひとときの開放感やモンキーを見つけた高揚感のエピソードは90年代の紙の媒体でたびたび吐露しており、2022年の本人発言も仙台であったことから、仙台では何かしらインスピレーションを受けたであろうと予測される。

## トラック・リスト
日本盤CDシングル
1. ヴァーチャル・インサニティ　- 4:04
2. ドゥ・ユー・ノウ・ホエア・ユーアー・カミング・フロム - 4:59
3. ブリット - 4:19
4. ヴァーチャル・インサニティ (アルバム・ヴァージョン) - 5:40